# Hamëz Jashari
Hamëz Jashari (ur. 19 lutego 1950 w Prekaz i Epërm, zm. 7 marca 1998 tamże) – żołnierz UÇK poległy w ataku na Prekaz, bohater Kosowa.

## Życiorys
Ukończył szkołę podstawową w Prekaz i Epërm oraz gimnazjum i liceum w Srbicy. W 1973 roku odbył służbę wojskową, następnie na 5 miesięcy wyjechał do Niemiec, wrócił jednak do Jugosławii, gdzie pracował w fabryce amunicji w Srbicy.
30 grudnia 1991 roku jugosłowiańscy policjanci otoczyli jego dom w celu aresztowania Hamëza i jego brata Adema; rodzeństwu udało się jednak uciec. 7 marca 1998 roku jego rodzinny dom został otoczony przez jugosłowiańskich policjantów i żołnierzy; wraz ze swoim bratem Ademem zginął podczas obławy. 

## Tytuły
W 2010 roku został pośmiertnie uhonorowany tytułem bohatera Kosowa.

## Życie prywatne
Syn Shabana, miał dwóch braci: Adema i Rifata.
Był żonaty z Feride Mecini, z którą miał dziewięcioro dzieci (6 córek i 3 synów); spośród nich wojnę w Kosowie przeżyli jedynie syn Bekim i córka Besarta.